# Sopubia conferta
Sopubia conferta är en snyltrotsväxtart som beskrevs av Spencer Le Marchant Moore. Sopubia conferta ingår i släktet Sopubia och familjen snyltrotsväxter. Utöver nominatformen finns också underarten S. c. congensis.